# Kantonsrat (Zürich)

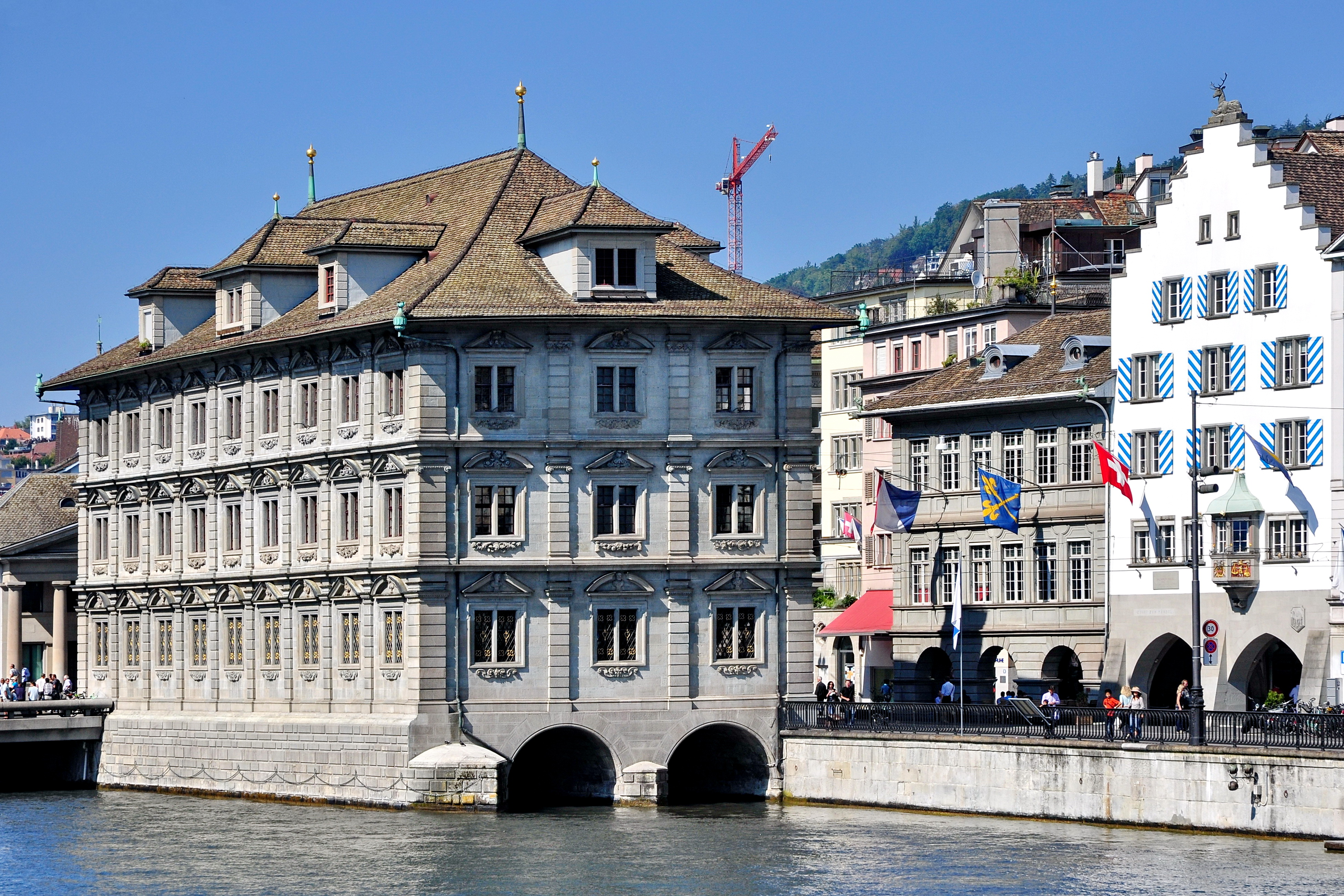
Im Rathaus von Zürich hält der Kantonsrat seine Sitzungen ab (2011)

Der Kantonsratssaal (1986)

Sitzung des Kantonsrates (1986)

Der Kantonsrat Zürich ist das Parlament des Kantons Zürich, die gesetzgebende und oberste aufsichtführende Behörde des Kantons. Seine 180 Mitglieder werden, verteilt auf 18 Wahlkreise, nach dem Proporzverfahren für vier Jahre gewählt, wobei seit 2006 das biproportionale Sitzzuteilungsverfahren nach Pukelsheim zur Anwendung kommt. Die letzte Gesamterneuerungswahl fand am 12. Februar 2023 statt.
Die Sitzungen des Kantonsrats finden in der Regel jeden Montag (ausser während der Schulferien) statt, normalerweise im Kantonsratssaal im Rathaus von Zürich. Von 2023 bis 2027 tagt der Rat in der Bullingerkirche, da das Rathaus in dieser Zeit umgebaut wird.

## Aufgaben

### Allgemein

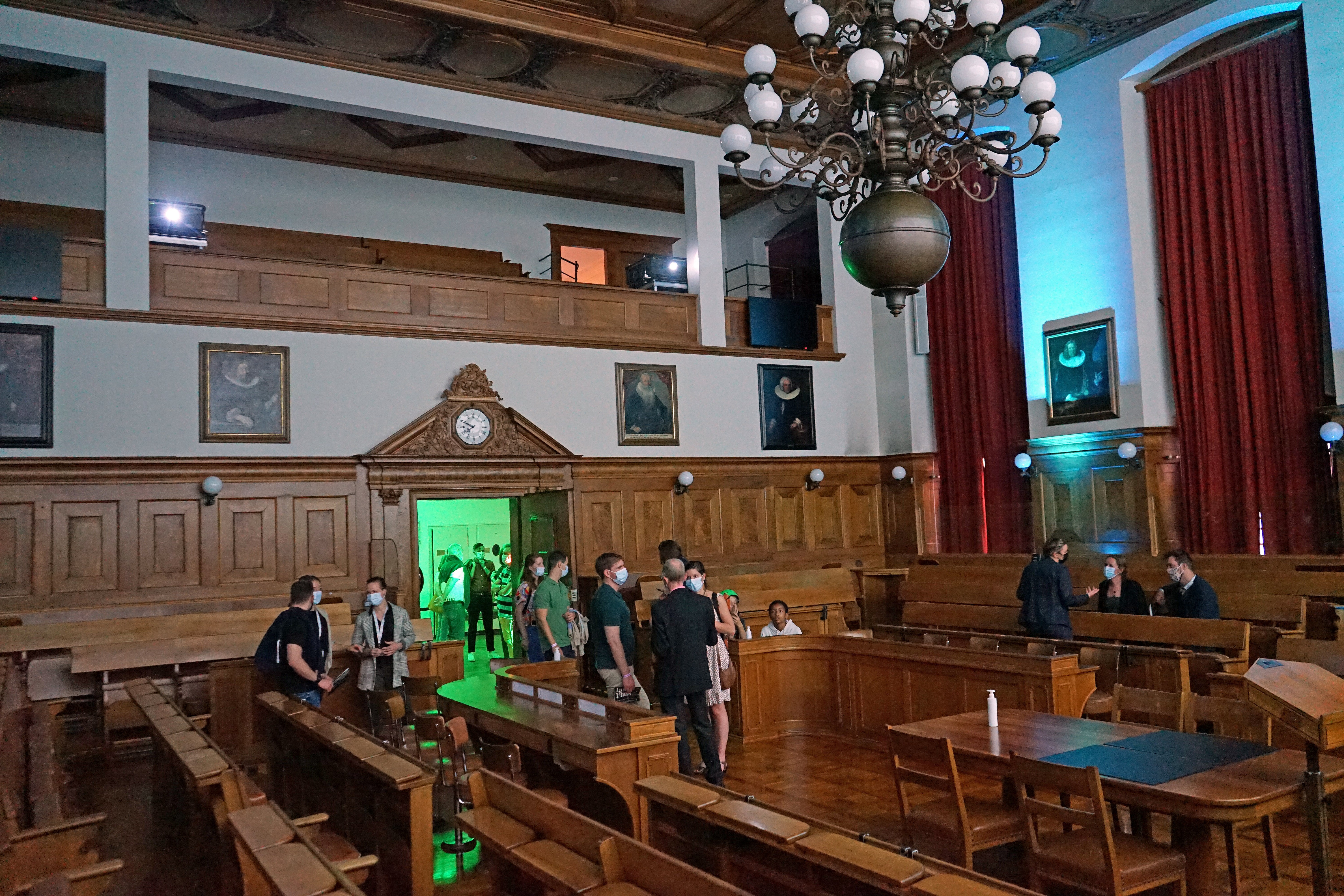
Blick zur Tribüne, Aufnahme von der Langen Nacht der Zürcher Museen (2021)

Grundsätzliche Vorgaben zum Kantonsrat finden sich in der Zürcher Kantonsverfassung in den Artikeln 50 ff.
Die 180 Mitglieder des Kantonsrats werden für eine Dauer von vier Jahren gewählt. Der Rat übt unter Vorbehalt der Volksrechte die oberste Gewalt aus. Er beschliesst Gesetze und führt Aufsicht über die staatlichen Organe des Kantons, also Regierungsrat, Gerichte und sonstige Behörden.

### Volksabstimmungen
Haushaltsentwürfe und -abschlüsse von Seiten des Regierungsrates werden durch den Kantonsrat genehmigt oder aber verworfen. Über neue einmalige Ausgaben bis 3 Millionen Franken bzw. neue jährlich wiederkehrende Ausgaben bis 300'000 Franken kann der Regierungsrat eigenmächtig entscheiden. Ausgaben, die darüber hinausgehen, sind vom Kantonsrat zu genehmigen. Bei einmaligen Neuausgaben von über 6 Millionen Franken oder neuen jährlich wiederkehrenden Ausgaben von über 600'000 Franken kann auf Verlangen eine Volksabstimmung durchgeführt werden, wenn innerhalb von 60 Tagen nach Veröffentlichung des Beschlusses 3000 Stimmberechtigte (fakultatives Finanzreferendum) oder 45 Kantonsräte (Kantonsratsreferendum) eine solche verlangen.
Beschlüsse werden dem Volk in jedem Fall zur Abstimmung vorgelegt, wenn diese die Verfassung betreffen oder es sich um interkantonale oder internationale Verträge handelt, deren Inhalt Verfassungsrang hat.
Eine Volksinitiative wird dem Volk in jedem Fall zur Abstimmung vorgelegt, wenn
- sie in der Form des ausgearbeiteten Entwurfs ist, denen der Kantonsrat nicht zustimmt
- sie in der Form der allgemeinen Anregung ist, die der Kantonsrat nicht umsetzen will
- wenn der Kantonsrat ihr einen Gegenvorschlag gegenüberstellt.

### Weiteres
Gemäss Artikel 37 der Kantonsverfassung kann der Kantonsrat jedoch dringliche Gesetze sofort in Kraft setzen, wenn zwei Drittel der anwesenden Ratsmitglieder dem zustimmen.

## Geschichte

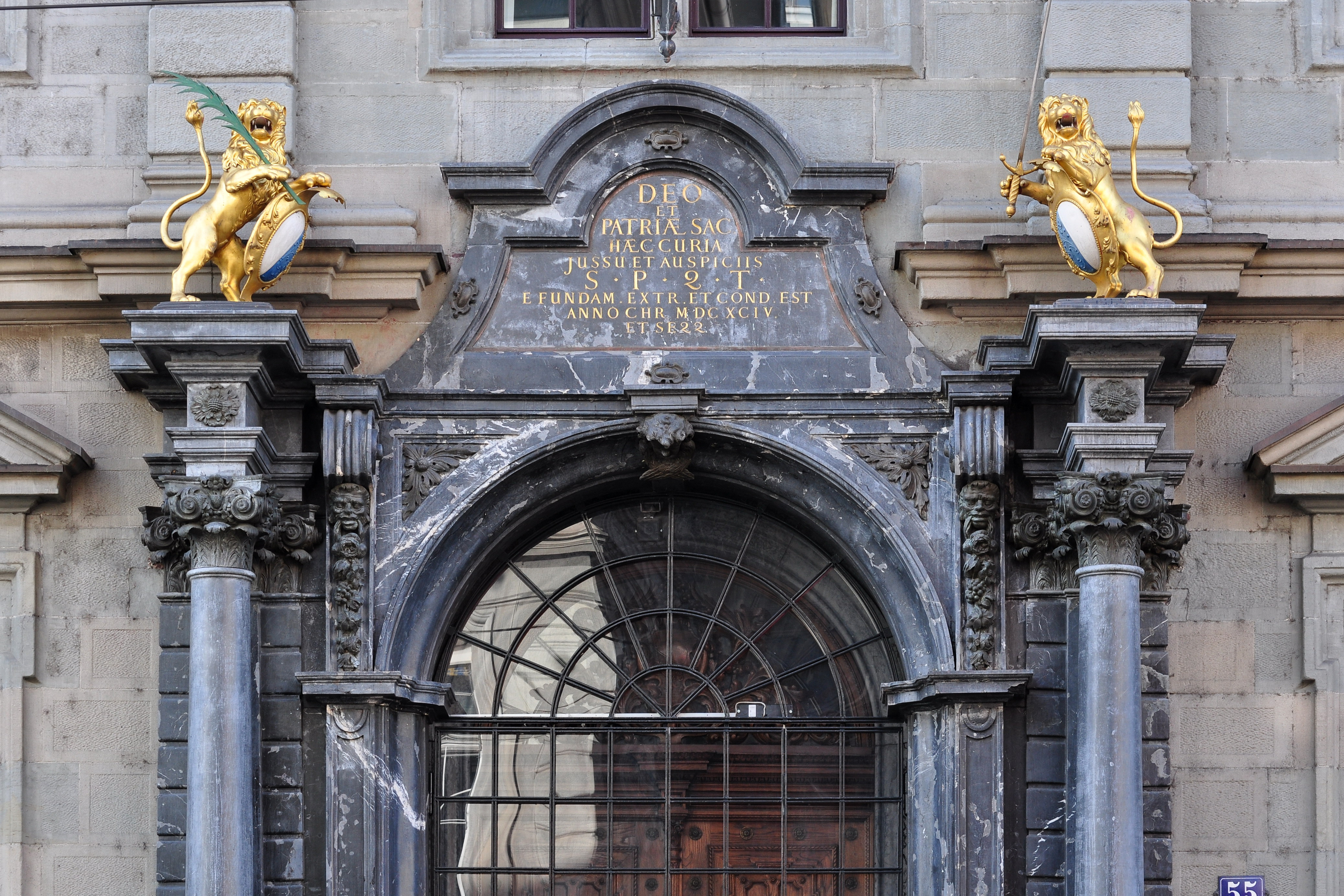
1803 ging das Rathaus des Stadtstaates an den neu geschaffenen Kanton über – samt den Löwen, den Symbolen der Macht

Der Zürcher Kantonsrat ging aus dem Grossen Rat hervor. Dieser bestand bis zum Ende des 18. Jahrhunderts nur aus Vertretern der einflussreichsten Familien der Stadt Zürich, hatte aber die gesetzgebende Gewalt über das ganze Gebiet des Stadtstaates inne. Nach Aufständen der Landbevölkerung im Zuge der Französischen Revolution bewirkte Napoleons Mediationsakte von 1803, dass auch wohlhabende Männer vom Land im Grossen Rat des neu geschaffenen Kantons Zürich Einsitz nehmen konnten.
Infolge von Napoleons Niederlage erstarkten ab 1814 die konservativen Kräfte wieder, doch 1830 wurde nach einer gewaltigen Volksdemonstration in Uster eine neue, liberale Kantonsverfassung ausgearbeitet. Die 1831 in Kraft gesetzte Verfassung garantierte die Souveränität des Volkes und die Gewaltenteilung; das Wahlrecht erhielten nun auch die «in Kost und Lohn stehenden Männer» im ganzen Kantonsgebiet.
1869 wurde der bisherige Grosse Rat in Kantonsrat umbenannt und die repräsentative Demokratie in eine direkte umgewandelt. Zweimal jährlich entschied nun das Volk über neue Gesetze und Gesetzesänderungen, die der Kantonsrat ausgearbeitet hatte; der Regierungsrat wurde nun direkt vom Volk gewählt. Damit auch Männer mit geringerem Einkommen ein Mandat übernehmen konnten, erhielten die Kantonsräte ein Taggeld.
1916 wurde für den Kantonsrat das Verhältniswahlverfahren eingeführt, um die Meinungsvielfalt der Bevölkerung besser abzubilden. 1934 wurde die Zahl der Kantonsräte, die bisher zwischen knapp 200 und über 240 geschwankt hatte, auf 180 festgesetzt.

Gertrud Erismann-Peyer, die erste Kantonsratspräsidentin

Erst 1970 wurde den Frauen das Stimm- und Wahlrecht auf kantonaler Ebene zugestanden (vgl. Frauenstimmrecht in der Schweiz); der «Frauenstimmrechtsverein» hatte 77 Jahre lang dafür gekämpft. 1971 wurden 2 Frauen und 178 Männer in den Kantonsrat gewählt.
1985/1986 präsidierte Gertrud Erismann-Peyer als erste Frau den Kantonsrat. 1990 wurde das Stimm- und Wahlrechtsalter 18 eingeführt; zuvor waren entsprechende Vorlagen zweimal in der Volksabstimmung gescheitert.
2006 trat die aktuelle Kantonsverfassung in Kraft, welche diejenige aus dem Jahre 1869 ablöste.

## Ratsbetrieb

Löwen mit Schwert und Palmwedel: Logo des Kantons- und Regierungsrats

### Allgemeines
Der Kantonsrat gilt dann als beschlussfähig, wenn mehr als die Hälfte der Mitglieder anwesend sind. Wird vor Beginn einer Abstimmung die Beschlussfähigkeit bezweifelt, ordnet das Präsidium einen Namensaufruf an. Es kann die Abstimmung für kurze Zeit aussetzen. Stellt das Präsidium fest, dass der Rat nicht beschlussfähig ist, hebt es die Sitzung auf.
Ist ein Mitglied oder nahe Angehörige eines Mitglieds direkt von einer Sache betroffen, so tritt dieses vorübergehend in den Ausstand.

### Parlamentarische Instrumente
Den Mitgliedern des Kantonsrates stehen diverse Instrumente zur Verfügung, um einen Vorstoss zu starten.
- Motion: Mit einer Motion kann der Regierungsrat verpflichtet werden, einen Entwurf für eine Verfassungs- oder Gesetzesvorlage, einen Beschluss oder einen Bericht vorzulegen.
- Postulat: Mit einem Postulat fordert man den Regierungsrat auf, zu prüfen, ob eine Verfassungs- oder Gesetzesvorlage oder ein Entwurf für einen Beschluss vorzulegen sei. Nimmt der Regierungsrat das Postulat entgegen oder wird es von der Ratsmehrheit überwiesen, so muss der Regierungsrat innerhalb von zwei Jahren Bericht erstatten, wobei eine Fristerstreckung von einem Jahr möglich ist. Liegt der Bericht vor, beschliesst der Kantonsrat, ob das Postulat abzuschreiben sei. Der Rat kann vom Regierungsrat einen Ergänzungsbericht verlangen, oder er kann eine vom Regierungsrat abweichende Stellungnahme abgeben.
- Dringliches Postulat: Mit einem dringlichen Postulat kann man den Regierungsrat auffordern, innerhalb von vier Wochen Bericht zu erstatten. Dazu braucht es die Zustimmung von 60 Ratsmitgliedern.
- Interpellation: Mit einer Interpellation fordert man den Regierungsrat auf, Auskunft über bestimmte Angelegenheiten der staatlichen Verwaltung zu geben. Es wird die Zustimmung von 20 Ratsmitgliedern benötigt. Der Regierungsrat legt seine Antwort innerhalb von zwei Monaten schriftlich vor. Anschliessend kann im Rat eine Diskussion erfolgen.
- Fraktionserklärung: Ein bestimmtes Mitglied einer Fraktion kann dem Rat eine Erklärung über aktuelle Angelegenheiten abgeben. Es wird keine Diskussion im Rat darüber geführt.
- Persönliche Erklärung: Ein Ratsmitglied kann während höchstens zwei Minuten eine persönliche Erklärung abgeben. In der Regel geht es dabei um Stellungnahmen oder die Abwehr von persönlichen Angriffen.
- Allgemeine Debatte: Bei ausserordentlichen Ereignissen, die den Kanton Zürich wesentlich betreffen, kann der Kantonsrat eine allgemeine Debatte durchführen. Dabei werden keine Beschlüsse gefasst
- Parlamentarische Initiative: Mit einer parlamentarischen Initiative können Mitglieder des Rates Änderungen der Kantonsverfassung fordern.
- Anfrage: Mit einer Anfrage verlangt man Aufschluss über Angelegenheiten der staatlichen Verwaltung. Der Regierungsrat antwortet innerhalb von drei Monaten schriftlich.

## Geschäftsleitung
Nach einer Erneuerungswahl des Kantonsrates findet die Wahl des Kantonsratspräsidenten statt. Sobald dieser den Vorsitz übernommen hat, werden die weiteren Geschäftsleitungsmitglieder gewählt.
Gemäss dem Kantonsratsgesetz des Kantons Zürich besteht das Büro des Kantonsrates aus dem Präsidenten, zwei Vizepräsidenten, den Mitgliedern des Sekretariats sowie aus übrigen Mitgliedern. Sie alle werden jeweils in der ersten Sitzung im Mai für das folgende Amtsjahr gewählt. Sie sind für die gleichen Ämter im Folgejahr nicht mehr wählbar.

## Wahlkreise und Wahlsystem
Der Kantonsrat umfasst 180 Mitglieder. Diese werden nach Verhältniswahlrecht gewählt, wobei jeder Bezirk des Kantons Zürich einem Wahlkreis entspricht. Die Verfassung erlaubt zudem, dass grosse Bezirke in mehrere Wahlkreise aufgeteilt werden.
Konkret festgeschrieben wird die Anzahl und Bezeichnung der Wahlkreise im Gesetz über die politischen Rechte. Somit wird der Kanton Zürich aktuell für Kantonsratswahlen in 18 Wahlkreise unterteilt. Die Zuteilung der Sitze erfolgt nach der Einwohnerzahl der Wahlkreise.
Für die Wahlen 2023 verschob sich ein Sitz zulasten des Wahlkreises Nr. IV (Zürich, Stadtkreise 6 und 10), zugunsten des Wahlkreises Nr. VIII (Affoltern). Damit ergab sich folgende Sitzzuteilung:
| Wahlkreisnummer | Wahlkreisname                 | zugehörige Gemeinden | Anzahl Vertreter (2023–2027) |
| --------------- | ----------------------------- | --- | ---------------------------- |
| I               | Zürich, Stadtkreise 1 und 2   | Zürich | 5                            |
| II              | Zürich, Stadtkreise 3 und 9   | Zürich | 12                           |
| III             | Zürich, Stadtkreise 4 und 5   | Zürich | 5                            |
| IV              | Zürich, Stadtkreise 6 und 10  | Zürich | 8                            |
| V               | Zürich, Stadtkreise 7 und 8   | Zürich | 6                            |
| VI              | Zürich, Stadtkreise 11 und 12 | Zürich | 12                           |
| VII             | Dietikon                      | Aesch, Oberengstringen, Unterengstringen, Birmensdorf, Oetwil a. d. L., Urdorf, Dietikon, Schlieren, Weiningen, Geroldswil, Uitikon | 11                           |
| VIII            | Affoltern                     | Aeugst a. A., Kappel a. A., Ottenbach, Affoltern a. A., Knonau, Rifferswil, Bonstetten, Maschwanden, Stallikon, Hausen a. A., Mettmenstetten, Wettswil a. A., Hedingen, Obfelden                                                                       | 7                            |
| IX              | Horgen                        | Adliswil, Kilchberg, Rüschlikon, Langnau a. A., Horgen, Oberrieden, Thalwil, Richterswil, Wädenswil | 15                           |
| X               | Meilen                        | Erlenbach, Männedorf, Uetikon a. S., Herrliberg, Meilen, Zollikon, Hombrechtikon, Oetwil a. S., Zumikon, Küsnacht, Stäfa | 12                           |
| XI              | Hinwil                        | Bäretswil, Gossau, Seegräben, Bubikon, Grüningen, Wald, Dürnten, Hinwil, Wetzikon, Fischenthal, Rüti | 11                           |
| XII             | Uster                         | Dübendorf, Maur, Volketswil, Egg, Mönchaltorf, Wangen-Brüttisellen, Fällanden, Schwerzenbach, Greifensee, Uster | 16                           |
| XIII            | Pfäffikon                     | Bauma, Fehraltorf, Lindau, Weisslingen, Hittnau, Pfäffikon, Wila, Illnau-Effretikon, Russikon, Wildberg | 7                            |
| XIV             | Stadt Winterthur              | Winterthur | 13                           |
| XV              | Winterthur Land               | Altikon, Ellikon a. d. Th., Rickenbach, Elsau, Schlatt, Brütten, Hagenbuch, Seuzach, Dägerlen, Hettlingen, Turbenthal, Dättlikon, Wiesendangen, Dinhard, Neftenbach, Elgg, Pfungen, Zell                                                               | 7                            |
| XVI             | Andelfingen                   | Adlikon, Flaach, Ossingen, Andelfingen, Flurlingen, Rheinau, Benken, Henggart, Thalheim a. d. Th., Berg a. I., Humlikon, Trüllikon, Buch a. I., Kleinandelfingen, Truttikon, Dachsen, Laufen-Uhwiesen, Dorf, Marthalen, Volken, Feuerthalen, Stammheim | 4                            |
| XVII            | Bülach                        | Bachenbülach, Hochfelden, Rafz, Bassersdorf, Höri, Rorbas, Bülach, Hüntwangen, Wallisellen, Dietlikon, Kloten, Wasterkingen, Eglisau, Lufingen, Wil, Embrach, Nürensdorf, Winkel, Freienstein-Teufen, Oberembrach, Glattfelden, Opfikon                | 18                           |
| XVIII           | Dielsdorf                     | Bachs, Niederglatt, Rümlang, Boppelsen, Niederhasli, Schleinikon, Buchs, Niederweningen, Schöfflisdorf, Dällikon, Oberglatt, Stadel, Dänikon, Oberweningen, Steinmaur, Dielsdorf, Otelfingen, Weiach, Hüttikon, Regensberg, Neerach, Regensdorf        | 11                           |

Nach der Kantonsverfassung ist die Sitzverteilung so zu regeln, dass der Wille jeder Wählerin und jedes Wählers im ganzen Kanton möglichst gleiches Gewicht hat. Die Vorgabe wird seit den Kantonsratswahlen 2007 durch das doppeltproportionale Zuteilungsverfahren nach Pukelsheim verwirklicht. Dabei werden die Stimmen aller Parteien zuerst gewichtet, kantonsweit zusammengezählt und basierend darauf die 180 Mandate kantonsweit verteilt, wobei nur diejenigen Parteien berücksichtigt werden, die in wenigstens einem Wahlkreis mindestens 5 % der Stimmen errungen haben (Oberzuteilung). Danach werden die Mandate jeder Partei so auf die einzelnen Wahlkreise verteilt, dass sowohl jedem Wahlkreis die auf ihn entfallenden Sitze (vgl. Tabelle) als auch jeder Partei die in der Oberzuteilung erzielten Mandate zugeteilt werden (Unterzuteilung).

## Parteien – Wahlergebnisse seit 1917

### Wahlergebnisse seit 1917
Bei den Wahlen von 1917 bis 2023 erreichten die angetretenen Parteien folgende Sitzzahlen:

### Aktuelle Sitzverteilung
- AL: 5
- Grüne: 19
- SP: 36
- GLP: 24
- EVP: 7
- Mitte: 11
- FDP: 29
- SVP: 46
- EDU: 3

## Mitglieder

### Wählbarkeit
Mitglieder des Regierungsrats dürfen nicht gleichzeitig Mitglieder des Kantonsrats sein. Auch Angehörige der kantonalen Verwaltung, die dem Regierungsrat oder einem seiner Mitglieder direkt unterstellt sind, können nicht im Kantonsrat Einsitz nehmen.

### Vergütung
Entschädigungs- und Sitzungsgeldansprüche sind in der Geschäftsordnung des Kantonsrates festgelegt. Der Betrag eines Sitzungsgeldes wird jedoch per Beschluss festgelegt. Derzeit liegt das Sitzungsgeld bei 200 Franken pro Sitzung. Jedes Mitglied erhält ausserdem eine Grundvergütung von 4'000 Franken, ein Zugabonnement erster Klasse für den Zürcher Verkehrsverbund sowie eine Spesenpauschale von 2'800 Franken pro Amtsjahr.
Präsidenten von Kantonsrat und Kommissionen erhalten das doppelte Sitzungsgeld für jede Sitzung, in der sie den Vorsitz haben. Ausserdem erhält das Präsidium des Kantonsrats eine einmalige jährliche pauschale Entschädigung für Repräsentationsverpflichtungen. Die Fraktionen erhalten zudem eine Fraktionsentschädigung in Höhe von 40'000 Franken plus einen Zuschlag von 2'300 Franken pro Mitglied.

### Ratspräsidium und Fraktionspräsidien 2025/2026

#### Ratspräsidium
| Präsident:          | Beat Habegger (FDP)      |
| 1. Vizepräsidentin: | Romaine Rogenmoser (SVP) |
| 2. Vizepräsidentin: | Monika Wicki (SP)        |

#### Fraktionspräsidien
| Fraktion     | Mitglieder | Präsidium                         |
| ------------ | ---------- | --------------------------------- |
| SVP          | 49         | Tobias Weidmann                   |
| SP           | 36         | Tobias Langenegger, Sibylle Marti |
| FDP          | 30         | Claudio Zihlmann                  |
| Grünliberale | 23         | Christa Stünzi                    |
| Grüne        | 19         | Thomas Forrer                     |
| Die Mitte    | 11         | Marzena Kopp                      |
| EVP          | 7          | Markus Schaaf                     |
| AL           | 5          | Anna Judith Stofer                |

### Liste der Mitglieder
Stand vom 8. Mai 2025
| Name                       | Partei    | Wohnort           | Wahlkreis            | Jahrgang | Eintritt | Leitungsaufgaben                                                                                  |
| -------------------------- | --------- | ----------------- | -------------------- | -------- | -------- | ------------------------------------------------------------------------------------------------- |
| Mandy Abou Shoak           | SP        | Zürich            | II Zürich 3+9        | 1989     | 2023     |                                                                                                   |
| Pia Ackermann              | SP        | Zürich            | II Zürich 3+9        | 1988     | 2015     |                                                                                                   |
| Ruth Ackermann             | Die Mitte | Zürich            | VI Zürich 11+12      | 1960     | 2015     |                                                                                                   |
| Nathalie Aeschbacher       | GLP       | Zürich            | V Zürich 7+8         | 1986     | 2019     |                                                                                                   |
| Reto Agosti                | FDP       | Küsnacht ZH       | X Meilen             | 1957     | 2023     |                                                                                                   |
| Theres Agosti Monn         | SP        | Turbenthal        | XV Winterthur Land   | 1961     | 2013     |                                                                                                   |
| Ronald Alder               | GLP       | Ottenbach         | VIII Affoltern       | 1969     | 2017     |                                                                                                   |
| Thomas Anwander            | Die Mitte | Winterthur        | XIV Stadt Winterthur | 1960     | 2023     |                                                                                                   |
| Ueli Bamert                | SVP       | Zürich            | I Zürich 1+2         | 1979     | 2018     |                                                                                                   |
| Michael Bänninger          | EVP       | Winterthur        | XIV Stadt Winterthur | 1975     | 2022     |                                                                                                   |
| Isabel Bartal              | SP        | Zürich            | V Zürich 7+8         | 1964     | 2014     |                                                                                                   |
| Markus Bärtschiger         | SP        | Schlieren         | VII Dietikon         | 1962     | 2017     |                                                                                                   |
| André Bender               | SVP       | Oberengstringen   | VII Dietikon         | 1962     | 2015     |                                                                                                   |
| Gianna Berger              | AL        | Zürich            | VI Zürich 11+12      | 1999     | 2024     |                                                                                                   |
| Patricia Bernet            | SP        | Uster             | XII Uster            | 1971     | 2023     |                                                                                                   |
| Michael Biber              | FDP       | Bachenbülach      | XVII Bülach          | 1982     | 2015     |                                                                                                   |
| Sandra Bienek              | GLP       | Zürich            | III Zürich 4+5       | 1979     | 2022     |                                                                                                   |
| Alexia Bischof             | Die Mitte | Wädenswil         | IX Horgen            | 1968     | 2024     |                                                                                                   |
| Beat Bloch                 | CSP       | Zürich            | I Zürich 1+2         | 1963     | 2012     |                                                                                                   |
| Marc Bochsler              | SVP       | Wettswil a. A.    | VIII Affoltern       | 1982     | 2022     |                                                                                                   |
| Markus Bopp                | SVP       | Dielsdorf         | XVIII Dielsdorf      | 1976     | 2023     |                                                                                                   |
| Anita Borer                | SVP       | Uster             | XII Uster            | 1986     | 2023 1   |                                                                                                   |
| Sandra Bossert             | SVP       | Wädenswil         | IX Horgen            | 1979     | 2019     |                                                                                                   |
| Marc Bourgeois             | FDP       | Zürich            | V Zürich 7+8         | 1971     | 2015     |                                                                                                   |
| Harry Robert Brandenberger | SP        | Gossau            | XI Hinwil            | 1971     | 2019     |                                                                                                   |
| Susanne Brunner            | SVP       | Zürich            | V Zürich 7+8         | 1972     | 2023     |                                                                                                   |
| Ruth Büchi-Vögeli          | SVP       | Elgg              | XV Winterthur Land   | 1962     | 2023     |                                                                                                   |
| Rochus Burtscher           | SVP       | Dietikon          | VII Dietikon         | 1963     | 2011     |                                                                                                   |
| Jeannette Büsser           | Grüne     | Horgen            | IV Zürich 6+10       | 1973     | 2019     |                                                                                                   |
| Roger Cadonau              | EDU       | Wetzikon          | XI Hinwil            | 1965     | 2023     |                                                                                                   |
| Linda Camenisch            | FDP       | Wallisellen       | XVII Bülach          | 1955     | 2010     |                                                                                                   |
| Leandra Columberg          | SP        | Dübendorf         | XII Uster            | 1999     | 2019     |                                                                                                   |
| Cristina Cortellini        | GLP       | Dietlikon         | XVII Bülach          | 1972     | 2019     |                                                                                                   |
| Pierre Dalcher             | SVP       | Schlieren         | VII Dietikon         | 1961     | 2011     |                                                                                                   |
| Andreas Daurù              | SP        | Winterthur        | XIV Stadt Winterthur | 1979     | 2012     | Präsident der Kommission für soziale Sicherheit und Gesundheit                                    |
| Tina Deplazes              | Die Mitte | Hinwil            | XI Hinwil            | 1996     | 2023     |                                                                                                   |
| Urs Dietschi               | Grüne     | Lindau            | XIII Pfäffikon       | 1954     | 2019     |                                                                                                   |
| Michèle Dünki-Bättig       | SP        | Glattfelden       | XVII Bülach          | 1989     | 2015     | Präsidentin der Kommission für Staat und Gemeinden                                                |
| Hans Egli                  | EDU       | Steinmaur         | XVIII Dielsdorf      | 1965     | 2007     |                                                                                                   |
| Jonas Erni                 | SP        | Wädenswil         | IX Horgen            | 1981     | 2014     |                                                                                                   |
| Tamara Fakhreddine         | FDP       | Affoltern a. A.   | VIII Affoltern       | 1975     | 2023     |                                                                                                   |
| Raffaela Fehr              | FDP       | Volketswil        | XII Uster            | 1985     | 2019     | Präsidentin der Aufsichtskommission Bildung und Gesundheit                                        |
| Karin Fehr Thoma           | Grüne     | Uster             | XII Uster            | 1963     | 2015     | Präsidentin der Kommission für Bildung und Kultur                                                 |
| Stefan Feldmann            | SP        | Uster             | XII Uster            | 1970     | 2011     |                                                                                                   |
| Christoph Fischbach        | SP        | Kloten            | XVII Bülach          | 1978     | 2021     |                                                                                                   |
| Thomas Forrer              | Grüne     | Erlenbach         | X Meilen             | 1972     | 2016     | Mitglied der Geschäftsleitung, Fraktionspräsident Grüne                                           |
| Barbara Franzen            | FDP       | Niederweningen    | XVIII Dielsdorf      | 1964     | 2015     | Präsidentin der Kommission für Planung und Bau                                                    |
| Claudia Frei               | GLP 2     | Uster             | XII Uster            | 1979     | 2015     |                                                                                                   |
| Sarah Fuchs                | FDP       | Meilen            | X Meilen             | 1987     | 2023     |                                                                                                   |
| Astrid Furrer              | FDP       | Wädenswil         | IX Horgen            | 1968     | 2014     |                                                                                                   |
| David John Galeuchet       | Grüne     | Bülach            | XVII Bülach          | 1971     | 2018     |                                                                                                   |
| Chantal Galladé            | GLP       | Winterthur        | XIV Stadt Winterthur | 1972     | 2023 3   |                                                                                                   |
| Isabel Garcia              | FDP 4     | Zürich            | II Zürich 3+9        | 1963     | 2021     |                                                                                                   |
| Sonja Gehrig               | GLP       | Urdorf            | VII Dietikon         | 1970     | 2015     |                                                                                                   |
| Andrea Gisler              | GLP       | Gossau            | XI Hinwil            | 1967     | 2019     |                                                                                                   |
| Urs Glättli                | GLP       | Winterthur        | XIV Stadt Winterthur | 1968     | 2023     |                                                                                                   |
| Hanspeter Göldi            | SP        | Meilen            | X Meilen             | 1960     | 2011     |                                                                                                   |
| Andrea Grossen-Aerni       | EVP       | Wetzikon          | XI Hinwil            | 1973     | 2024     |                                                                                                   |
| Renata Grünenfelder        | SP        | Zürich            | IV Zürich 6+10       | 1967     | 2023     |                                                                                                   |
| Barbara Grüter             | SVP       | Rorbas            | XVII Bülach          | 1976     | 2017     |                                                                                                   |
| Beat Habegger              | FDP       | Zürich            | VI Zürich 11+12      | 1975     | 2015     | Mitglied der Geschäftsleitung, Präsident des Kantonsrats                                          |
| Lorenz Habicher            | SVP       | Zürich            | II Zürich 3+9        | 1968     | 2018     |                                                                                                   |
| Priska Hänni-Mathis        | Die Mitte | Regensdorf        | XVIII Dielsdorf      | 1973     | 2023     |                                                                                                   |
| Andreas Hasler             | GLP       | Illnau-Effretikon | XIII Pfäffikon       | 1963     | 2019     | Präsident der Kommission für Energie, Verkehr und Umwelt                                          |
| Beat Hauser                | GLP       | Zürich            | XVII Bülach          | 1964     | 2023     |                                                                                                   |
| Edith Häusler              | Grüne     | Kilchberg         | IX Horgen            | 1960     | 2011     |                                                                                                   |
| Florian Heer               | Grüne     | Winterthur        | XIV Stadt Winterthur | 1978     | 2020     |                                                                                                   |
| Stephan Hegetschweiler     | GLP       | Zürich            | I Zürich 1+2         | 1984     | 2025     |                                                                                                   |
| Daniel Heierli             | Grüne     | Zürich            | VI Zürich 11+12      | 1965     | 2014     |                                                                                                   |
| Felix Hoesch               | SP        | Zürich            | VI Zürich 11+12      | 1970     | 2014     |                                                                                                   |
| Jacqueline Hofer           | SVP       | Dübendorf         | XII Uster            | 1969     | 2011     |                                                                                                   |
| Claudia Hollenstein        | GLP       | Stäfa             | X Meilen             | 1967     | 2019     |                                                                                                   |
| Walter Honegger            | SVP       | Wald ZH           | XI Hinwil            | 1962     | 2019     |                                                                                                   |
| Corinne Hoss-Blatter       | FDP       | Zollikon          | X Meilen             | 1964     | 2020     |                                                                                                   |
| Martin Huber               | FDP       | Neftenbach        | XV Winterthur Land   | 1978     | 2019     |                                                                                                   |
| Stefanie Huber             | GLP       | Dübendorf         | XII Uster            | 1982     | 2019     | Präsidentin der Aufsichtskommission über die wirtschaftlichen Unternehmen                         |
| Hanspeter Hugentobler      | EVP       | Pfäffikon         | XIII Pfäffikon       | 1967     | 2015     |                                                                                                   |
| Bernhard im Oberdorf       | SVP       | Zürich            | VI Zürich 11+12      | 1951     | 2023     |                                                                                                   |
| Tobias Infortuna           | SVP       | Egg b. Zürich     | XII Uster            | 1973     | 2023     |                                                                                                   |
| René Isler                 | SVP       | Winterthur        | XIV Stadt Winterthur | 1959     | 2003     |                                                                                                   |
| Alexander Jäger            | FDP       | Zürich            | IV Zürich 6+10       | 1970     | 2015     |                                                                                                   |
| Rosmarie Joss              | SP        | Dietikon          | VII Dietikon         | 1982     | 2010     |                                                                                                   |
| Andreas Juchli             | FDP       | Pfäffikon         | XIII Pfäffikon       | 1977     | 2022     |                                                                                                   |
| Ursula Junker              | SVP       | Mettmenstetten    | VIII Affoltern       | 1966     | 2023     |                                                                                                   |
| Sibylle Jüttner            | SP        | Andelfingen       | XVI Andelfingen      | 1974     | 2022     |                                                                                                   |
| Roland Kappeler            | SP        | Winterthur        | XIV Stadt Winterthur | 1958     | 2022     |                                                                                                   |
| Andrew Katumba             | SP        | Zürich            | I Zürich 1+2         | 1971     | 2014     |                                                                                                   |
| Andreas Keiser             | SVP       | Glattfelden       | XVII Bülach          | 1986     | 2025     |                                                                                                   |
| Monika Keller              | FDP       | Greifensee        | XII Uster            | 1969     | 2023     |                                                                                                   |
| Dieter Kläy                | FDP       | Winterthur        | XIV Stadt Winterthur | 1963     | 2011     |                                                                                                   |
| Livia Knüsel               | Grüne     | Schlieren         | VII Dietikon         | 1976     | 2023     |                                                                                                   |
| Nadia Koch                 | GLP       | Rümlang           | XVIII Dielsdorf      | 1983     | 2023     |                                                                                                   |
| Marzena Kopp               | Die Mitte | Meilen            | X Meilen             | 1971     | 2022     | Mitglied der Geschäftsleitung, Fraktionspräsidentin Die Mitte                                     |
| Benjamin Krähenmann        | Grüne     | Zürich            | V Zürich 7+8         | 1993     | 2023     |                                                                                                   |
| Jörg Kündig                | FDP       | Gossau            | XI Hinwil            | 1960     | 2007     |                                                                                                   |
| Thomas Lamprecht           | EDU       | Bassersdorf       | XVII Bülach          | 1966     | 2018     |                                                                                                   |
| Tobias Langenegger         | SP        | Zürich            | III Zürich 4+5       | 1985     | 2015     | Co-Fraktionspräsident SP                                                                          |
| Domenik Ledergerber        | SVP       | Herrliberg        | X Meilen             | 1987     | 2018     |                                                                                                   |
| Lisa Letnansky             | AL        | Zürich            | III Zürich 4+5       | 1985     | 2023     |                                                                                                   |
| Susanna Lisibach           | SVP       | Winterthur        | XIV Stadt Winterthur | 1969     | 2020     |                                                                                                   |
| Selma L’Orange Seigo       | Grüne     | Zürich            | VI Zürich 11+12      | 1980     | 2019     |                                                                                                   |
| Davide Loss                | SP        | Thalwil           | IX Horgen            | 1987     | 2011     |                                                                                                   |
| Priska Lötscher            | SP        | Winterthur        | XIV Stadt Winterthur | 1990     | 2023     |                                                                                                   |
| Gabriel Mäder              | GLP       | Adliswil          | IX Horgen            | 1973     | 2019     |                                                                                                   |
| Tobias Mani                | EVP       | Wädenswil         | IX Horgen            | 1976     | 2017     | Präsident der Justizkommission                                                                    |
| Sibylle Marti              | SP        | Zürich            | II Zürich 3+9        | 1980     | 2015     | Mitglied der Geschäftsleitung, Co-Fraktionspräsidentin SP                                         |
| Christoph Marty            | SVP       | Zürich            | IV Zürich 6+10       | 1970     | 2021     |                                                                                                   |
| Carmen Marty Fässler       | SP        | Adliswil          | IX Horgen            | 1980     | 2017     |                                                                                                   |
| Marion Matter              | SVP       | Meilen            | X Meilen             | 1974     | 2023     |                                                                                                   |
| Sylvie Matter              | SP        | Zürich            | IV Zürich 6+10       | 1981     | 2014     | Mitglied der Geschäftsleitung                                                                     |
| Paul Mayer                 | SVP       | Marthalen         | XVI Andelfingen      | 1964     | 2019     |                                                                                                   |
| Doris Meier                | FDP       | Bassersdorf       | XVII Bülach          | 1967     | 2019     |                                                                                                   |
| Florian Meier              | Grüne     | Winterthur        | XIV Stadt Winterthur | 1987     | 2019     |                                                                                                   |
| Karl Heinz Meyer           | SVP       | Neerach           | XVIII Dielsdorf      | 1962     | 2022     | Präsident der Finanzkommission                                                                    |
| Tumasch Mischol            | SVP       | Hombrechtikon     | X Meilen             | 1975     | 2015     | Mitglied der Geschäftsleitung                                                                     |
| Rafael Mörgeli             | SP        | Stäfa             | X Meilen             | 1992     | 2022     |                                                                                                   |
| Christian Müller           | FDP       | Steinmaur         | XVIII Dielsdorf      | 1965     | 2015     |                                                                                                   |
| Fabian Müller              | FDP       | Rüschlikon        | IX Horgen            | 1977     | 2019     |                                                                                                   |
| Philipp Müller             | FDP       | Dietikon          | VII Dietikon         | 1984     | 2024     |                                                                                                   |
| Gabi Petri                 | Grüne     | Zürich            | III Zürich 4+5       | 1960     | 1991     |                                                                                                   |
| Christian Pfaller          | SVP       | Bassersdorf       | XVII Bülach          | 1976     | 2023     |                                                                                                   |
| Hannah Pfalzgraf           | SP        | Mettmenstetten    | VIII Affoltern       | 1997     | 2018     |                                                                                                   |
| Ulrich Pfister             | SVP       | Egg b. Zürich     | XII Uster            | 1960     | 2015     |                                                                                                   |
| Elisabeth Pflugshaupt      | SVP       | Gossau            | XI Hinwil            | 1961     | 2015     |                                                                                                   |
| Jean-Philippe Pinto        | Die Mitte | Volketswil        | XII Uster            | 1966     | 2007     | Präsident der Geschäftsprüfungskommission                                                         |
| Jasmin Pokerschnig         | Grüne     | Zürich            | II Zürich 3+9        | 1962     | 2019     |                                                                                                   |
| Daniel Rensch              | GLP       | Zürich            | VI Zürich 11+12      | 1971     | 2023     |                                                                                                   |
| Silvia Rigoni              | Grüne     | Zürich            | II Zürich 3+9        | 1962     | 2016     |                                                                                                   |
| Romaine Rogenmoser         | SVP       | Bülach            | XVII Bülach          | 1971     | 2019     | Mitglied der Geschäftsleitung, 1. Vizepräsidentin des Kantonsrats                                 |
| Angie Romero               | FDP       | Zürich            | II Zürich 3+9        | 1976     | 2019     |                                                                                                   |
| Brigitte Röösli            | SP        | Illnau-Effretikon | XIII Pfäffikon       | 1963     | 2018     |                                                                                                   |
| Sonja Rueff-Frenkel        | FDP       | Zürich            | I Zürich 1+2         | 1972     | 2014     |                                                                                                   |
| Qëndresa Sadriu-Hoxha      | SP        | Opfikon           | XVII Bülach          | 1994     | 2019     |                                                                                                   |
| Manuel Sahli               | AL        | Winterthur        | XIV Stadt Winterthur | 1988     | 2015     |                                                                                                   |
| Monica Sanesi Muri         | GLP       | Zürich            | VI Zürich 11+12      | 1972     | 2019     |                                                                                                   |
| Alan David Sangines        | SP        | Zürich            | II Zürich 3+9        | 1986     | 2023     |                                                                                                   |
| Markus Schaaf              | EVP       | Zell              | XV Winterthur Land   | 1966     | 2010     | Mitglied der Geschäftsleitung, Fraktionspräsident EVP, Präsident der Interfraktionellen Konferenz |
| Roland Scheck              | SVP       | Zürich            | II Zürich 3+9        | 1967     | 2011     |                                                                                                   |
| Benno Scherrer             | GLP       | Uster             | XII Uster            | 1965     | 2007     | Präsident der Parlamentarischen Untersuchungskommission Datensicherheit                           |
| Peter Schick               | SVP       | Zürich            | VI Zürich 11+12      | 1969     | 2019     |                                                                                                   |
| Roman Schmid               | SVP       | Opfikon           | XVII Bülach          | 1984     | 2011     |                                                                                                   |
| Stefan Schmid              | SVP       | Niederglatt       | XVIII Dielsdorf      | 1976     | 2015     |                                                                                                   |
| Roger Schmidinger          | SVP       | Urdorf            | VII Dietikon         | 1973     | 2023     |                                                                                                   |
| Thomas Schweizer           | Grüne     | Hedingen          | VIII Affoltern       | 1955     | 2019     |                                                                                                   |
| Donato Flavio Scognamiglio | EVP       | Freienstein       | XVII Bülach          | 1970     | 2023     |                                                                                                   |
| Alexander Seiler           | SVP       | Bachenbülach      | XVII Bülach          | 1967     | 2023     |                                                                                                   |
| Mario Senn                 | FDP       | Adliswil          | IX Horgen            | 1984     | 2022     |                                                                                                   |
| Nicola Siegrist            | SP        | Zürich            | IV Zürich 6+10       | 1996     | 2019     |                                                                                                   |
| Daniel Sommer              | EVP       | Affoltern a. A.   | VIII Affoltern       | 1964     | 2015     |                                                                                                   |
| Walter Staub               | FDP       | Andelfingen       | XVI Andelfingen      | 1967     | 2025     |                                                                                                   |
| Judith Anna Stofer         | AL        | Zürich            | IV Zürich 6+10       | 1959     | 2011     | Mitglied der Geschäftsleitung, Fraktionspräsidentin AL                                            |
| Christa Stünzi             | GLP       | Horgen            | IX Horgen            | 1986     | 2019     | Mitglied der Geschäftsleitung, Fraktionspräsidentin GLP, Präsidentin der Redaktionskommission     |
| Beatrix Stüssi             | SP        | Niederhasli       | XVIII Dielsdorf      | 1960     | 2018     |                                                                                                   |
| Jürg Sulser                | SVP       | Otelfingen        | XVIII Dielsdorf      | 1961     | 2011     |                                                                                                   |
| Daniela Sun-Güller         | GLP       | Zürich            | IV Zürich 6+10       | 1980     | 2020     |                                                                                                   |
| Marcel Suter               | SVP       | Thalwil           | IX Horgen            | 1973     | 2017     | Präsident der Kommission für Wirtschaft und Abgaben                                               |
| Yiea Wey Te                | FDP       | Unterengstringen  | VII Dietikon         | 1983     | 2021     |                                                                                                   |
| Birgit Tognella-Geertsen   | SP        | Zürich            | VI Zürich 11+12      | 1967     | 2015     |                                                                                                   |
| René Truninger             | SVP       | Illnau-Effretikon | XIII Pfäffikon       | 1967     | 2015     |                                                                                                   |
| Janine Vannaz              | Die Mitte | Aesch             | VII Dietikon         | 1969     | 2019     |                                                                                                   |
| Simon Vlk                  | FDP       | Uster             | XII Uster            | 1984     | 2023     |                                                                                                   |
| Paul von Euw               | SVP       | Bauma             | XIII Pfäffikon       | 1978     | 2019     |                                                                                                   |
| Daniel Wäfler              | SVP       | Gossau            | XI Hinwil            | 1979     | 2015     | Präsident der Kommission für Justiz und öffentliche Sicherheit                                    |
| Benjamin Walder            | Grüne     | Wetzikon          | XI Hinwil            | 1998     | 2019     |                                                                                                   |
| Patrick Walder             | SVP       | Dübendorf         | XII Uster            | 1987     | 2022     |                                                                                                   |
| Urs Waser                  | SVP       | Langnau a. A.     | IX Horgen            | 1986     | 2015     | Mitglied der Geschäftsleitung                                                                     |
| Stephan Weber              | FDP       | Wetzikon          | XI Hinwil            | 1966     | 2019     |                                                                                                   |
| Urs Wegmann                | SVP       | Neftenbach        | XV Winterthur Land   | 1978     | 2023     |                                                                                                   |
| Tobias Weidmann            | SVP       | Hettlingen        | XV Winterthur Land   | 1983     | 2019     | Mitglied der Geschäftsleitung, Fraktionspräsident SVP                                             |
| Jeannette Wibmer           | Die Mitte | Laufen-Uhwiesen   | XVI Andelfingen      | 1963     | 2025     |                                                                                                   |
| Monika Wicki               | SP        | Zürich            | VI Zürich 11+12      | 1967     | 2014     | Mitglied der Geschäftsleitung, 2. Vizepräsidentin des Kantonsrats                                 |
| Josef Widler               | Die Mitte | Zürich            | II Zürich 3+9        | 1954     | 2014     |                                                                                                   |
| Wilma Willi                | Grüne     | Windlach          | XVIII Dielsdorf      | 1960     | 2020     |                                                                                                   |
| Thomas Wirth               | GLP       | Hombrechtikon     | X Meilen             | 1971     | 2007     |                                                                                                   |
| Kathrin Wydler             | Die Mitte | Wallisellen       | XVII Bülach          | 1967     | 2018     |                                                                                                   |
| Nicole Wyss                | AL        | Zürich            | II Zürich 3+9        | 1976     | 2021     |                                                                                                   |
| Nicola Yuste               | SP        | Zürich            | III Zürich 4+5       | 1988     | 2019     |                                                                                                   |
| Christoph Ziegler          | GLP       | Elgg              | XV Winterthur Land   | 1964     | 2011     | Mitglied der Geschäftsleitung                                                                     |
| Claudio Zihlmann           | FDP       | Zürich            | V Zürich 7+8         | 1989     | 2023     | Mitglied der Geschäftsleitung, Fraktionspräsident FDP                                             |
| Christina Zurfluh Fraefel  | SVP       | Wädenswil         | IX Horgen            | 1962     | 2018     |                                                                                                   |

## Präsidentinnen und Präsidenten des Kantonsrats seit 2017
| Periode   | Person         | Partei |
| --------- | -------------- | ------ |
| 2025/2026 | Beat Habegger  | FDP    |
| 2024/2025 | Jürg Sulser    | SVP    |
| 2023/2024 | Sylvie Matter  | SP     |
| 2022/2023 | Esther Guyer   | Grüne  |
| 2021/2022 | Benno Scherrer | GLP    |
| 2020/2021 | Roman Schmid   | SVP    |
| 2019/2020 | Dieter Kläy    | FDP    |
| 2018/2019 | Yvonne Bürgin  | CVP    |
| 2017/2018 | Karin Egli     | SVP    |